# Tchernychevskaïa (métro de Saint-Pétersbourg)
Tchernychevskaïa (en russe : Черныше́вская) est une station de la ligne 1 du Métro de Saint-Pétersbourg. Elle est située dans le Raïon Central de Saint-Pétersbourg en Russie.
Mise en service en 1958, elle est desservie par les rames de la ligne 1 du métro de Saint-Pétersbourg.

## Situation sur le réseau

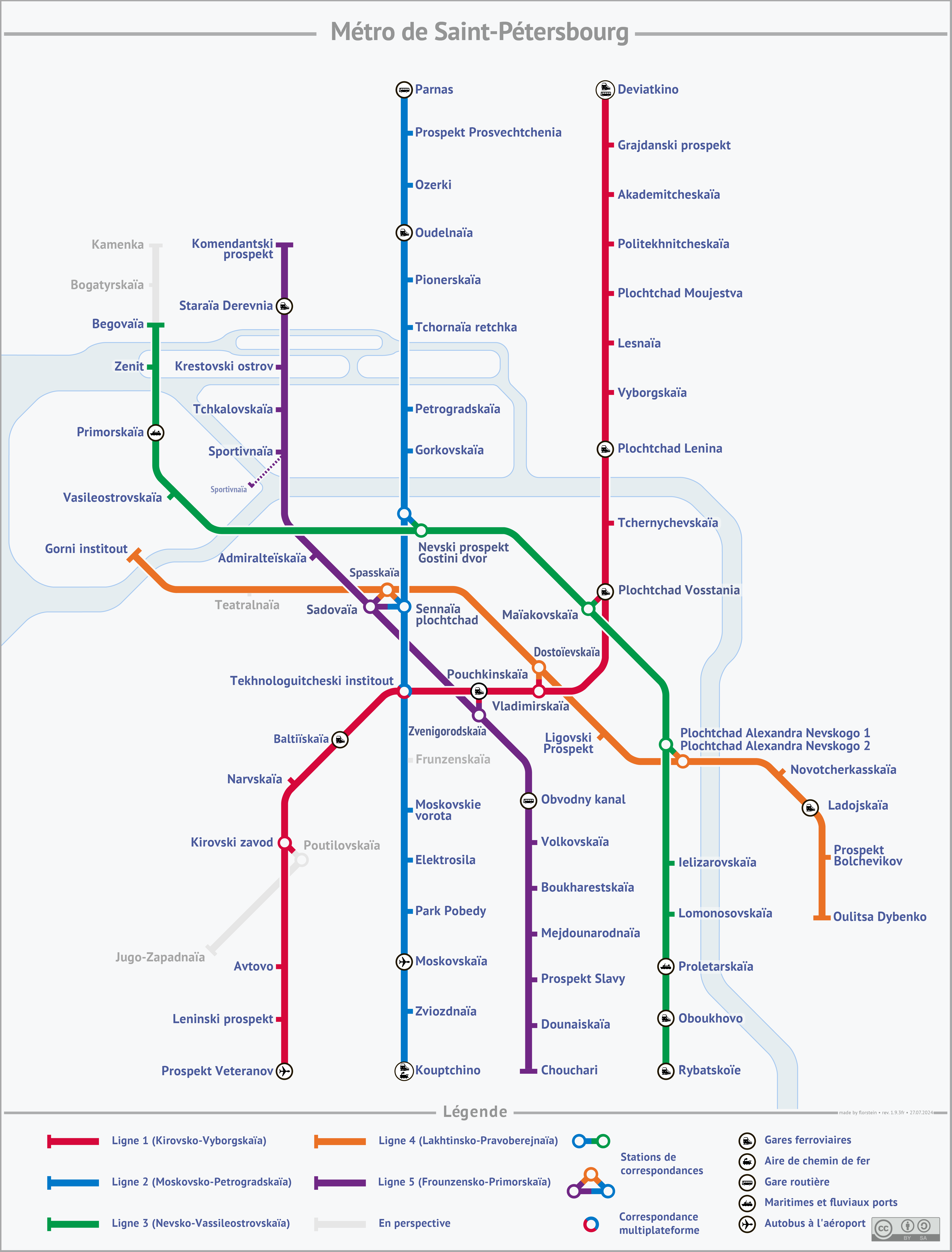
Plan du métro.

Établie en souterrain, à 70 mètres de profondeur, Tchernychevskaïa est une station de passage de la ligne 1 du métro de Saint-Pétersbourg. Elle est située entre la station Plochtchad Lenina, en direction du terminus nord Deviatkino, et la station Plochtchad Vosstania, en direction du terminus sud Prospekt Veteranov.
La station dispose d'un quai central encadré par les deux voies de la ligne.

## Histoire
La station Grajdanski prospekt est mise en service le 1er juin 1958, , lors de l'ouverture à l'exploitation de la section de Plochtchad Vosstania à Plochtchad Lenina. Elle est nommée en rappel de sa proximité avec la perspective Tchernychevski, nommée d'après Nikolaï Tchernychevski.

## Service des voyageurs

### Accueil
Elle dispose, en surface, d'un pavillon d'accès en relation avec le nord du quai par un tunnel en pente équipé de trois escaliers mécaniques.

Installations
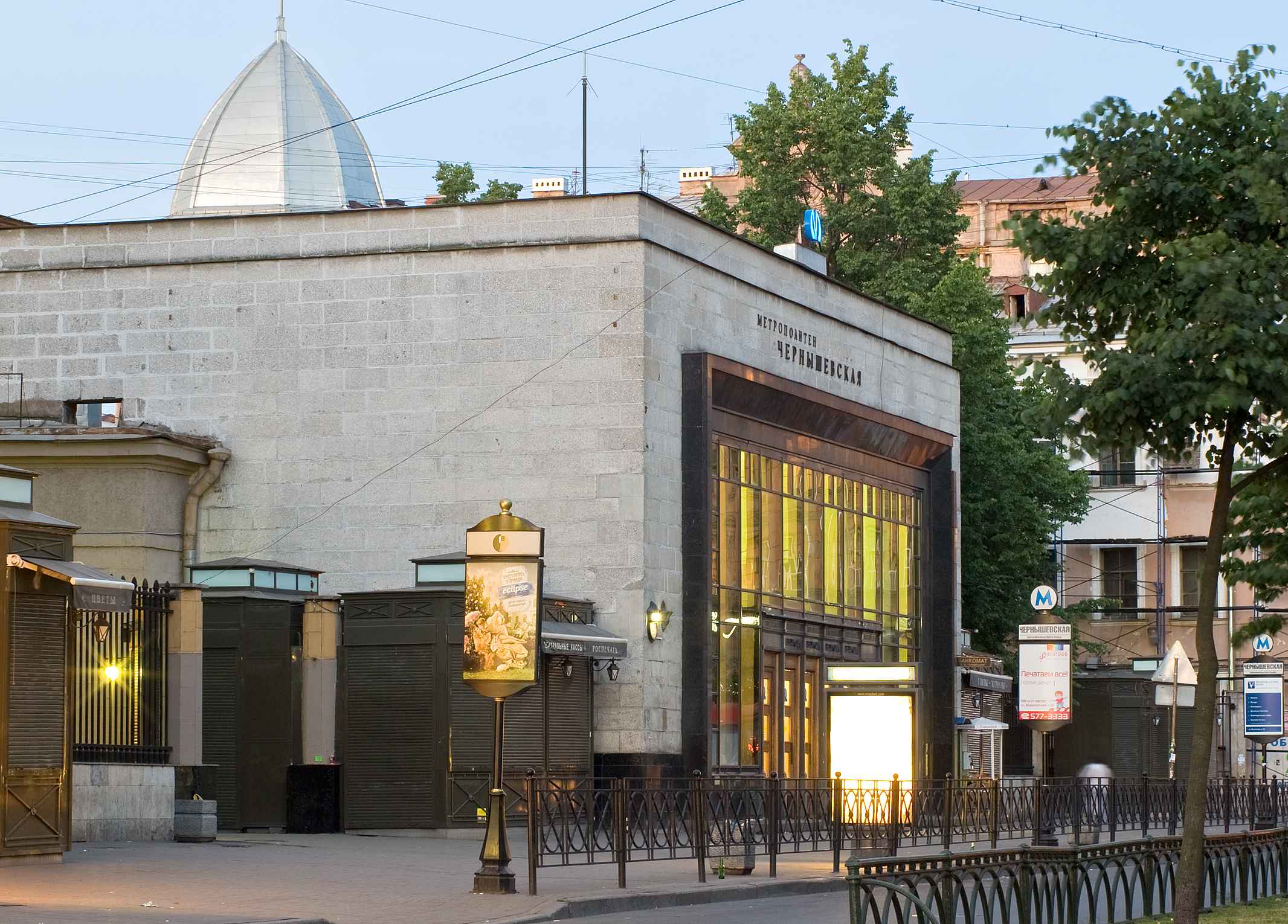
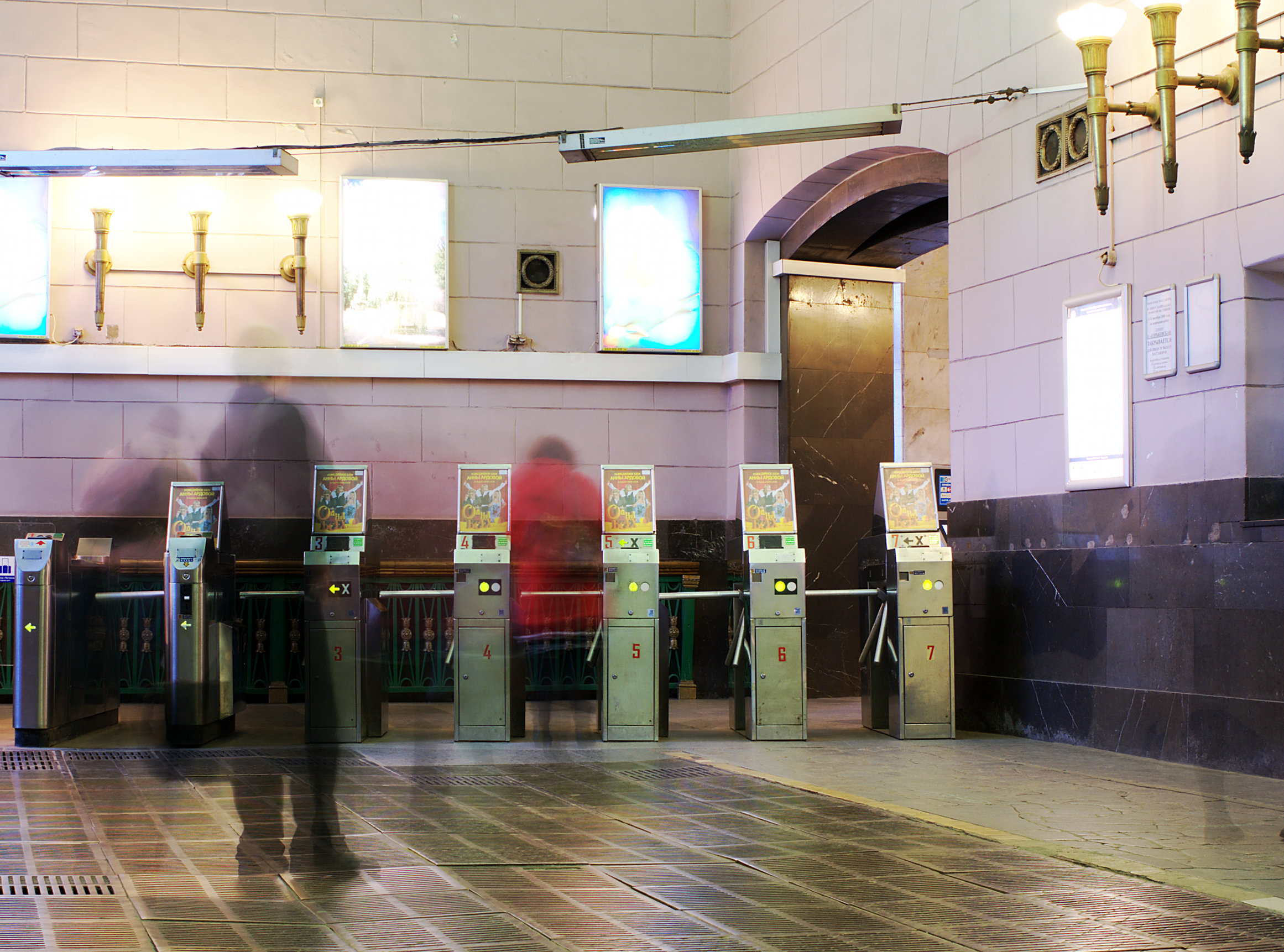
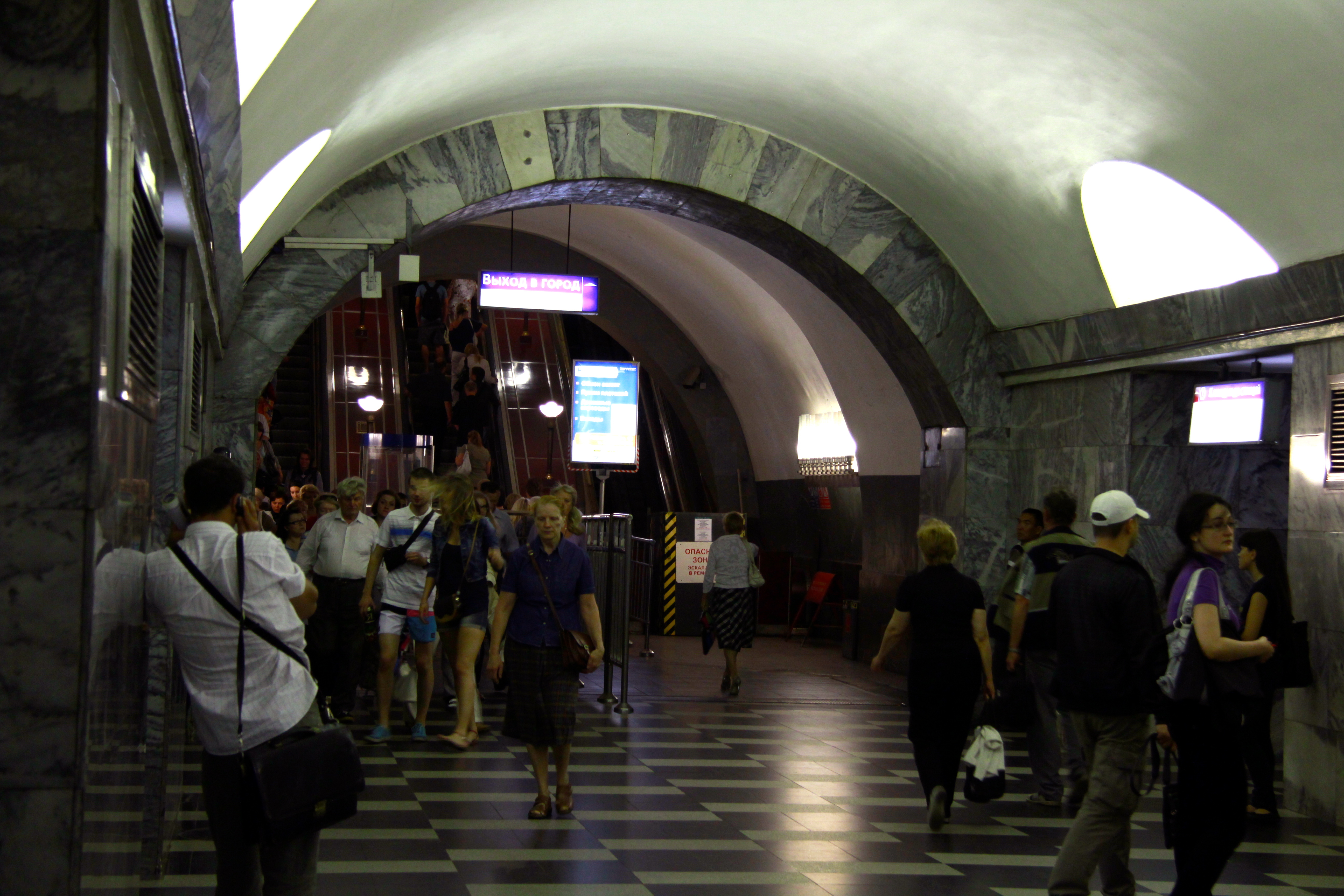

### Desserte
Tchernychevskaïa est desservie par les rames de la ligne 1 du métro de Saint-Pétersbourg.

Installations et desserte
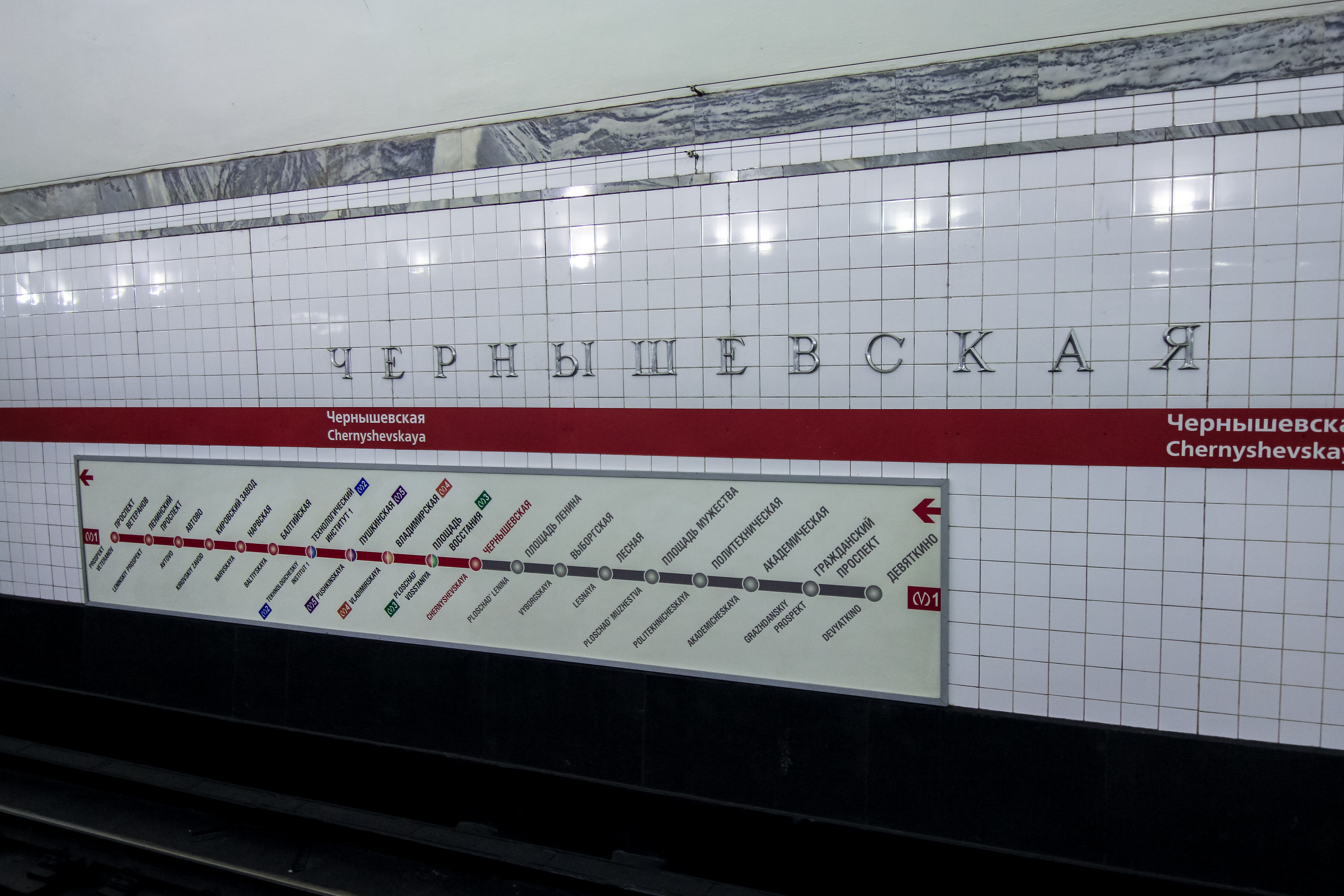
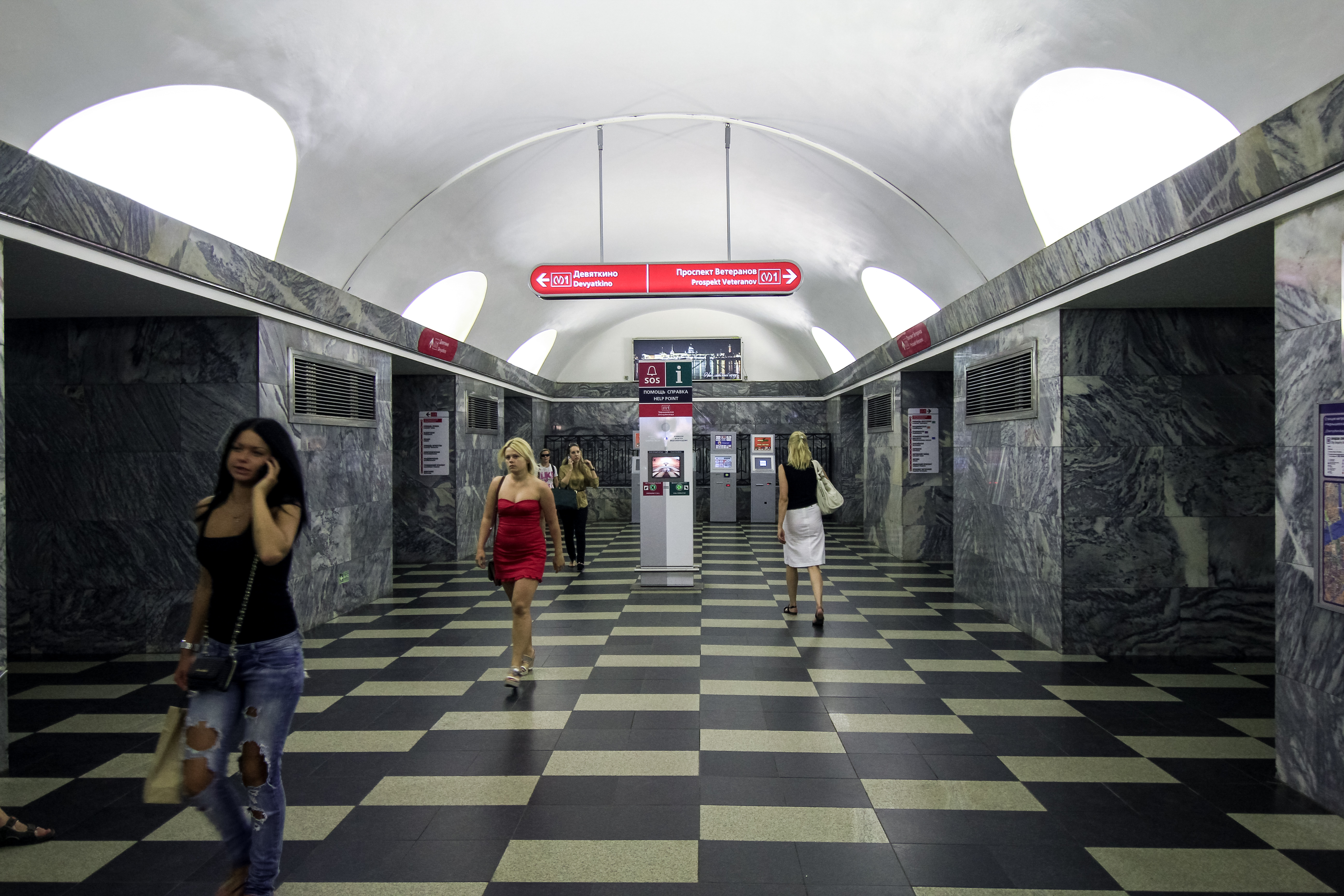
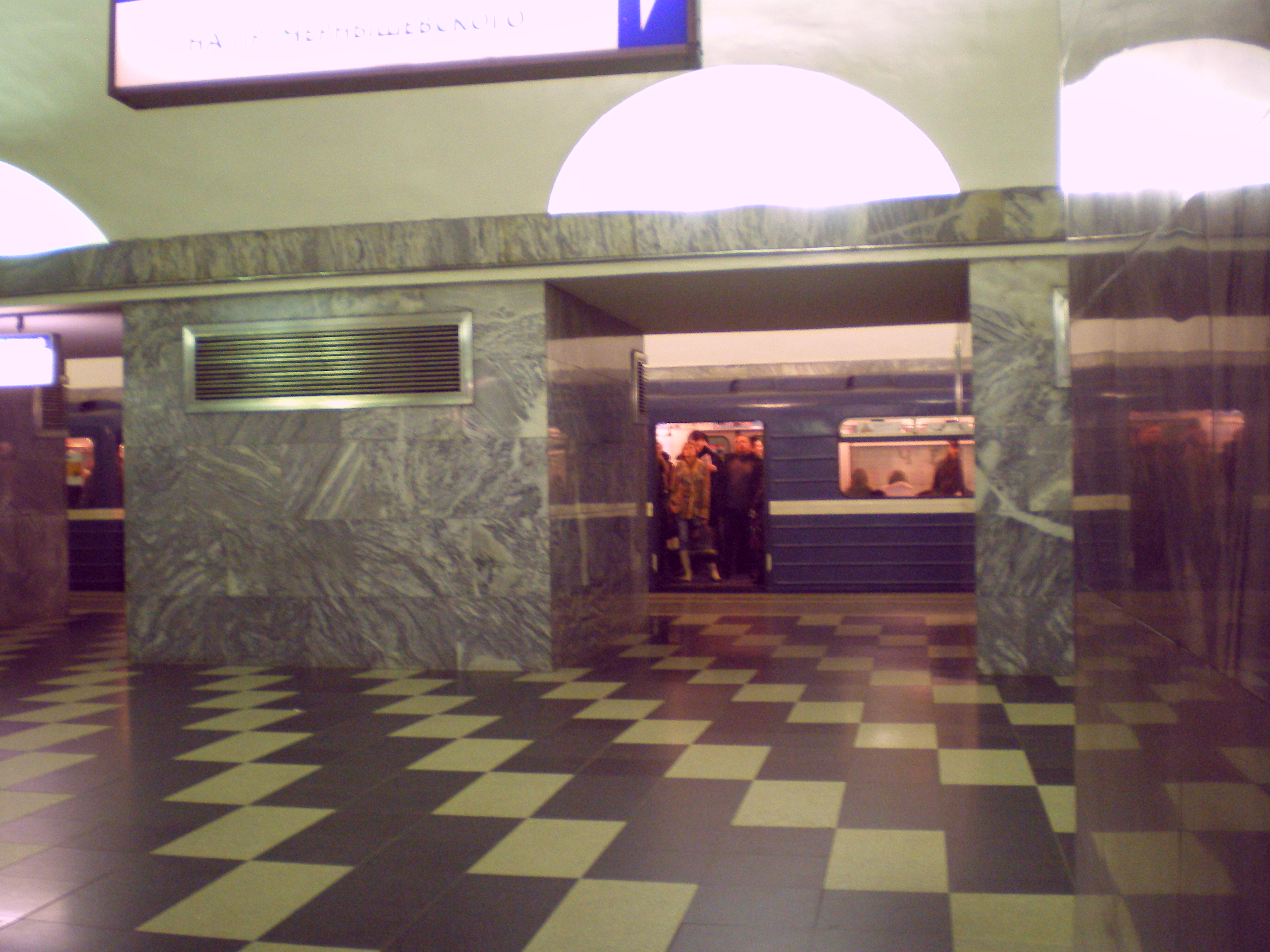

### Intermodalité
À proximité : un arrêt des trolleybus de Saint-Pétersbourg est desservie par la ligne 15 ; et des arrêts de bus sont desservis par de plusieurs lignes.

## À proximité
- Cathédrale de la Transfiguration de Saint-Pétersbourg
- Jardin de Tauride
- Palais de Tauride
- Rue de Tauride
- Rue Gagarinskaïa
- Rue Joukovski
- Place de la Dictature du prolétariat